# Mike Petke
Mike Petke (* 30. Januar 1976 in Bohemian, New York) ist ein ehemaliger US-amerikanischer Fußballspieler. Er beendete seine Karriere 2010 als Rekordspieler bei den New York Red Bulls. Dort agierte er als Abwehrspieler auf der rechten Außenbahn.

## Karriere

### Die Anfänge
Petke sammelte an der St. John the Baptist Diocesan High School, einer privaten römisch-katholischen High School in West Islip im Bundesstaat New York erste Erfahrungen im Bereich Fußball. Später wechselte er an die Southern Connecticut State University, mit deren Fußballteam er im Jahre 1995 den NCAA Division II National Titel erlangte und im gleichen Jahr als noch junger Spieler Conference Rookie of the Year wurde. 1997 bekam er den Titel als NECC Defensive Player of the Year und war noch im selben Jahr in der Auswahl des NSCAA/Umbro First Team All-America.

### Klubkarriere
Petke startete seine Karriere im Jahre 1998, wobei er im Laufe des MLS College Drafts in der 1. Runde von den NY/NJ MetroStars gewählt. Sein Debüt in der Major League Soccer gab er am 17. April 1998 beim Spiel gegen Chicago Fire, das die New Yorker mit 1:0 für sich entscheiden konnten. Er verbrachte fünf Jahre bei den MetroStars, wobei er der konstanteste Spieler seiner Mannschaft wurde, welche in dieser Zeit durch häufige Trainer- sowie Spielerwechsel laufend die ganze Teamstruktur umändern musste. Außerdem ging Petke bei den New Yorker MetroStars in die Geschichtsbücher des Vereins ein, da er der Spieler wurde, der die meisten Spiele absolviert hat (134 Ligaspiele bzw. 157 Spiele mitsamt Cup- und Freundschaftsspielen). Allgemeine Bekanntheit in den Vereinigten Staaten erlangte er am 20. August 2000, nachdem nur vier Tage zuvor Mamadou Diallo von Tampa Bay Mutiny dem Torhüter von Metro, Mike Ammann, die Rippen gebrochen hat. Petke, der nur selten Tore erzielt, schoss ein Tor gegen Colorado und enthüllte daraufhin ein T-Shirt mit der Aufschrift August 16th: Crime of the Century (dt. „16. August: Verbrechen des Jahrhunderts“; Vorderseite) und Revenge is Coming (dt. „Die Rache wird kommen“) auf der Rückseite. Diese, von seinen Mitspielern und den Fans als richtig empfundene Tat wurde vom Verein und der Liga bestraft und Petke zur Rechenschaft gezogen. Mamadou Diallo bekam für sein schweres Foul an dem Metro-Goalie kein Disziplinarverfahren.
Nach einer beeindruckenden Saison durfte Petke im Jahre 2000 mit seinem Team den Gewinn des Eastern Division Titels feiern. Kurz darauf ging er für zwei Wochen zum Probetraining nach Deutschland zum FC Bayern München. Nach der zweiwöchigen Trainingszeit unterbreitete noch ein weiterer deutscher Klub, der 1. FC Kaiserslautern, dem jungen US-Amerikaner ein Angebot. Petke entschloss sich trotz alledem weiter für die MetroStars aufzulaufen.
Petke, der insgesamt drei Mal bei den MLS All-Star Games zum Einsatz kam, wurde 2003 zu D.C. United transferiert, nachdem seine Leistung in der Saison 2002 nicht den Ansprüchen der MetroStars genügte. 2004 gewann er mit DC den MLS Cup.
Im Mai 2005 wechselte Petke zu den Colorado Rapids, bei denen er sich gut etablieren konnte, rasch zum Schlüsselspieler wurde und noch im selben Jahr den Einzug in das Finale der Western Conference schaffte. Er sollte auch noch die drei darauffolgenden Jahre eine Antriebskraft in der Abwehr der Colorado Rapids sein.
Am 26. November 2008 wurde bekanntgegeben, dass die New York Red Bulls den mittlerweile 32-Jährigen verpflichtet haben, ihn aber wegen finanzieller Unstimmigkeiten vorerst freistellen mussten. In seiner ersten Saison für die Red Bulls absolvierte er 16 Spiele in der Regular Season. Während der Saison 2010 gab er sein Karriereende zum Saisonende bekannt.
In seinen dreizehn Jahren in der Major League Soccer erzielte er insgesamt 13 Tore.

### International
Insgesamt kam Petke in den Jahren 2001 bis 2003 zu zwei Einsätzen für die Fußballnationalmannschaft der Vereinigten Staaten. Sein Debüt feierte er hierbei am 7. Juni 2001 beim Spiel gegen Ecuador.
Weiters war er auch noch Kapitän der U-20-Auswahl seines Landes sowie Mitglied im Kader der US-Mannschaft bei der Universiade 1995 in Japan.

## Werdegang nach dem Fußball
Nach seinem Karriereende erhielt Petke einen Arbeitsplatz bei den Red Bulls als Manager of Business Operations.
Am 23. Januar 2013 wurde Mike Petke neuer Trainer der New York Red Bulls. Zuvor war bereits als Assistenz- und Interimstrainer tätig. In der Saison 2013 konnte er sich mit der Mannschaft den MLS Supporters’ Shield, die Auszeichnung für die beste Mannschaft der Regular Season, sichern. 2014 erreichte er mit den Red Bulls das Conference-Finale. Anfang 2015 wurde er als Trainer entlassen.
Petke arbeitet aktuell als Kommentator bei Fußballspielen bei ONE World Sports. Außerdem ist er Direktor der New Jersey State Youth Soccer Association.

## Erfolge
- NCAA Division II National Titel: 1995
- Conference Rookie of the Year: 1995
- NECC Defensive Player of the Year: 1997
- Eastern Division Titel: 2000
- 3 Einsätze bei den MLS All-Star Games
- MLS-Cup-Sieg: 2004
- Finalist in der Western Conference: 2005

## Erfolge als Trainer
- MLS Supporters’ Shield: 2013